# Valeriana uncinata
Valeriana uncinata — вид квіткових рослин родини жимолостевих (Caprifoliaceae).

## Біоморфологічна характеристика
Це однорічна рослина 20–40 см заввишки. Стебло внизу густо, вгорі рідше запушене відстовбурченими волосками. листки зубчасті, перисто-надрізані чи перисті. Квітки в пухких головчастих напівпарасольках. Плоди біля основи з горбками, довгасто-циліндричні, з 5 реберцями.

## Поширення
Афганістан, Іран, Крим, Північний Кавказ, Таджикистан, Південний Кавказ, Туреччина, Туркменістан, Узбекистан.
В Україні вид росте на сухих кам'янистих схилах, у чагарниках, посівах та покладах — у Кримському Степу тільки на Керченському півострові (поблизу мису Тархан).